# Новая Чернушка
Новая Чернушка — село в Якшур-Бодьинском районе Удмуртской Республики Российской Федерации. Административный центр сельского поселения Чернушинское.

## География
Село находится  в центральной части республики, на юге Якшур-Бодьинского района, в зоне хвойно-широколиственных лесов. Неподалёку протекает река Иж.

### Климат
Климат характеризуется как умеренно континентальный, с продолжительной холодной многоснежной зимой и относительно коротким тёплым летом. Среднегодовая многолетняя температура воздуха составляет 2,4 °С Средняя температура воздуха самого тёплого месяца (июля) — 18 °C (абсолютный максимум — 36,6 °C); самого холодного (января) — −15 °C (абсолютный минимум — −47,5 °C). Среднегодовое количество атмосферных осадков составляет 532 мм, из которых большая часть выпадает в тёплый период.

## История
Село основано в 1942 году в связи с открытием торфопредприятия «Чернушка-Вожойка».
В 1950-х годах в селе была открыта участковая больница.
В 1960-х в селе работала школа. В 1970-х годах открыт детский сад.
В 2002 году при школе был открыт музей.
В начале 2015 года в селе был построен и освещён храм блаженной Матроны Московской.

## Население
| 2010 | 2012 |
| ---- | ---- |
| 584  | ↗609 |

## Инфраструктура
Чернушинская средняя общеобразовательная школа, детский сад.
Чернушинский сельский информационно-культурный центр.
Церковь Матроны Московской.

## Транспорт
Село Новая Чернушка доступно автотранспортом. Остановка общественного транспорта «Новая Чернушка».